# D.S.
 (août 2009).
Si vous disposez d'ouvrages ou d'articles de référence ou si vous connaissez des sites web de qualité traitant du thème abordé ici, merci de compléter l'article en donnant les références utiles à sa vérifiabilité et en les liant à la section « Notes et références ».
Earth Song Money
D.S. est une chanson du chanteur américain Michael Jackson extraite de son double album HIStory, sorti en 1995. Le titre paraît en sixième position de l'album et a été joué pendant la première partie du HIStory World Tour en 1996. 

## Analyse

### Thème
La chanson est une critique envers Thomas Sneddon (1941-2014), alias « Dom Sheldon » dans le refrain d'où les initiales « D.S. » comme titre, procureur (district attorney) du comté de Santa Barbara. C'est lui qui a mené l'enquête lorsque Michael Jackson a été accusé en 1993 d'abus sexuels sur le mineur Jordan Chandler. D.S. parle d'un personnage sévère et intransigeant (« a cold man » dans le refrain, soit un « homme froid »). 
Par cette chanson, Michael Jackson a ainsi voulu dénoncer la sévérité de la procédure judiciaire dont il a fait l'objet lors de l'affaire Chandler (il dénoncera également ce traitement injuste lors d'un message télévisuel en 1993 où il proclamera son innocence). Lors de cette affaire, le chanteur a en effet subi des perquisitions et examens corporels sans ménagement de la part des enquêteurs. Jackson reparlera de cette affaire dans son album suivant Blood on the Dance Floor, notamment via le titre Ghosts. 

### Musique
D.S. est de genre hard rock. Elle inclut un solo de guitare par Slash. Celui-ci avait déjà travaillé avec Jackson sur les chansons Black or White et Give in to Me de l'album  Dangerous (1991) et est également présent sur They Don't Care About Us de l'album HIStory. Le guitariste renouvellera sa collaboration avec le « Roi de la Pop » sur la chanson Morphine de l'album Blood on the Dance Floor (1997). 
A noter que D.S. contient un échantillon de la chanson Owner of a Lonely Heart (1983) du groupe Yes.

## Crédits
- Produit et arrangé par Michael Jackson

- Enregistré et mixé par Bruce Swedien
- Michael Jackson - chant, chœurs, batterie
- Brad Buxer - claviers et synthétiseurs
- Chuck Wild – synthétiseurs
- Slash – guitare

## Divers
- En 2005, lors du procès de Michael Jackson dans le cadre de l'affaire Arvizo, des fans de l'artiste chantaient la chanson devant le tribunal. C'est encore Thomas Sneddon qui, à partir de 2003, dirigea une seconde enquête. Il était persuadé de la culpabilité du chanteur et a exprimé « sa déception » à l'issue du procès prononçant l'acquittement de Michael Jackson.
- En 2019, en réponse au documentaire Leaving Neverland, des fans de Michael Jackson ont créé une version de D.S. intitulée Wade Robson Is A Cold Man (ou W.R.).